# Бартын
Бартын (тур. Bartın) — город на севере Турции, административный центр одноимённой области. Численность населения, по данным Турецкого института статистики в 2012 году, составила 56557 человек.

## Общие сведения
Город окружён горами на востоке, севере и западе. Высшая точка — вершина Keçikıran (1619 м). Бартын единственный речной порт Турции. В городе расположены несколько крепостей, построенных генуэзцами в XIV в.